# Ernst Wolff (Autor)
Ernst Wolff (* 1950 in Tianjin/Volksrepublik China) ist ein deutscher Autor. Seine oft in rechten Alternativmedien veröffentlichten Beiträge mit Kritik an der internationalen Finanzwirtschaft werden als verschwörungstheoretisch und antisemitisch eingeordnet.

## Leben
Wolff wurde im chinesischen Tianjin geboren. Von 2011 bis 2013 war er bei der trotzkistischen Sozialistischen Gleichheitspartei, damals noch Partei für Soziale Gleichheit, aktiv und schrieb in dieser Zeit für deren World Socialist Web Site.
Bei der Bundestagswahl 2021 kandidierte Wolff erfolglos als Direktkandidat für die Basisdemokratische Partei Deutschlands im Bundestagswahlkreis Dessau – Wittenberg und erreichte 1,8 %.

## Publikationen
Seine Bücher handeln von den wechselseitigen Beziehungen zwischen Politik und Wirtschaft, insbesondere von der Geld- und Finanzwirtschaft.
Weltmacht IWF stand 20 Wochen auf der Spiegel-Bestsellerliste für Bücher im Bereich Wirtschaft und hatte die Höchstplatzierung 7. Finanz-Tsunami stand auf Platz eins der Bestseller im Bereich Wirtschaft des Manager Magazins.
Wolff publiziert Artikel in Onlinemagazinen wie telepolis und Rubikon sowie in Politblogs. Er produzierte Videosendungen mit KenFM, etwa die Serie The Wolff of Wall Street, mit Klagemauer.tv (kla.tv), nuoviso und anderen YouTube-Kanälen. Er wurde auch bei Sputnik News als Autor geführt. Er publizierte auch Artikel im Contra Magazin. Auch beim rechten Sender AUF1 ist er immer wieder Gesprächs-Partner.

### Weltmacht IWF: Chronik eines Raubzuges (2014)
Der Politologe Henrik Scheller referierte 2014 das Ziel Wolffs aus dem Vorwort: Wolff wolle erklären, wie „eine Organisation, die rund um den Globus solch ungeheures menschliches Leid verursache, weiterhin ungestraft handeln und auch in Zukunft mit der Unterstützung der mächtigsten Kräfte unserer Zeit rechnen“ könne.
Die Kapitel zur historischen Entwicklung beurteilt Scheller als informativ, attestiert aber schon für diesen Teil einen „latent verschwörungstheoretische(n) Duktus“, insofern auf „unpersonalisierte Mächte, Geheimdienste und Strategen“ verwiesen werde. Das Vorgehen des IWF werde an einzelnen Fallbeispielen als „planvolles, intentionales und eigennutzorientiertes Handeln“ dargestellt. Er zitiert Wolff: „Ohne die systematische Vorbereitung durch den IWF wäre die humanitäre Katastrophe der neunziger Jahre auf dem Balkan nicht möglich gewesen“. In ähnlicher Weise beschreibe Wolff auch die Rolle des IWF bei der lateinamerikanischen Schuldenkrise, beim Zusammenbruch der Sowjetunion, in Südafrika, der Argentinien‑Krise sowie der seit 2008 schwelenden Krise in Europa.
Scheller stimmt zu, dass diese Krisen kontextualisiert und die Rolle der Regierungen analysiert werden müssten. Die Personalisierung der globalen Prozesse sei jedoch fragwürdig, wenn etwa Horst Köhler als Wegbereiter der größten „Bankenbereicherung“ bezeichnet wird, die jemals auf europäischem Boden stattgefunden habe. Wolffs „Anklageschrift“ bleibe außerdem konstruktive und realistische Reformansätze und Alternativszenarien schuldig.

## Rezeption und Kritik
Wolffs Schriften, Vorträge und Videos werden hauptsächlich in sogenannten alternativen Medien rezipiert.

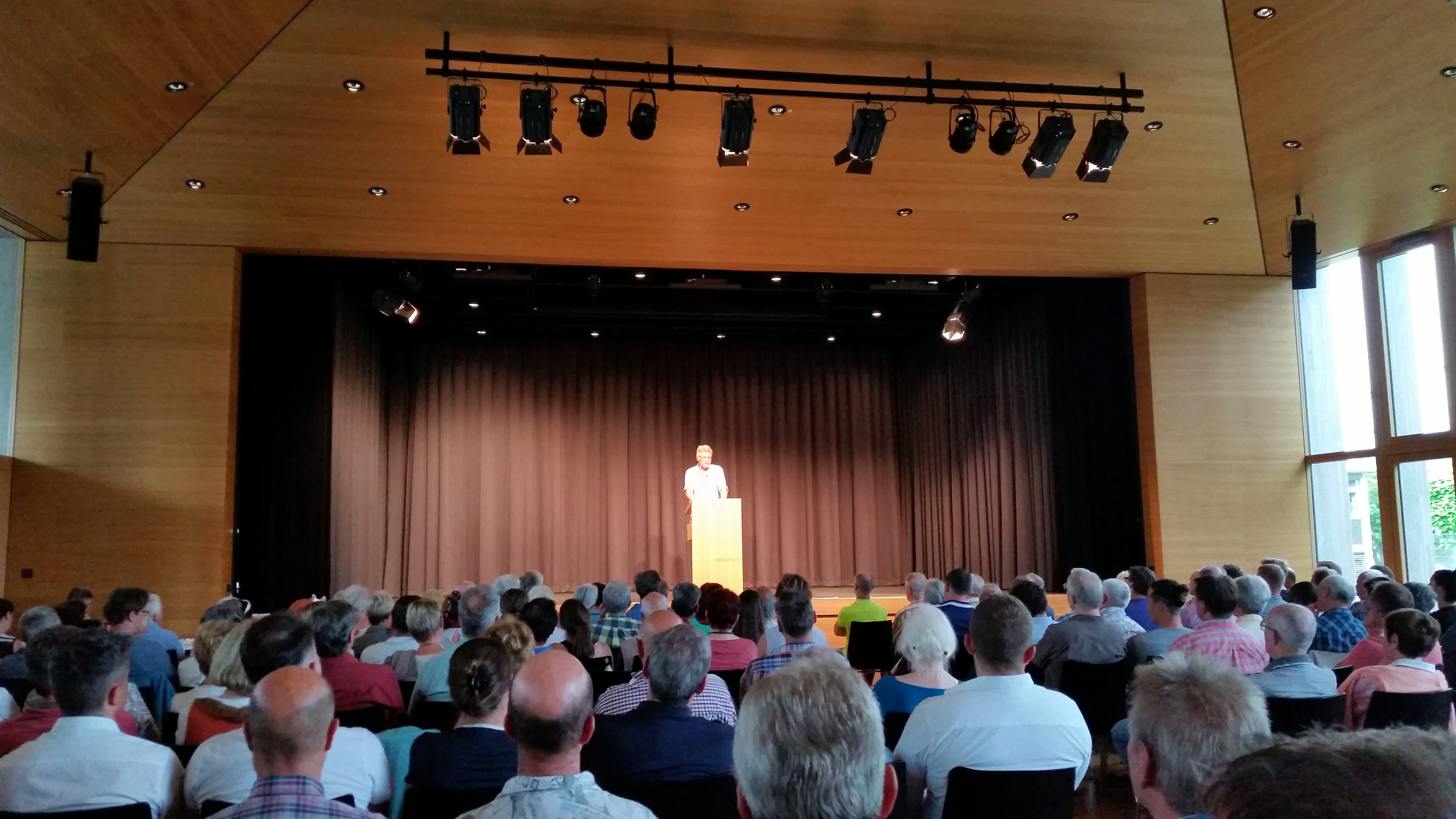
Ernst Wolff in Owingen 2018

Der Antisemitismusbeauftragte der Bundesregierung, Felix Klein, warnte 2020 vor der Ausbreitung antisemitischer Verschwörungstheorien in der Corona-Krise. Nach seiner Erwähnung des Youtube-Influencers Mazdak folgt ein Abschnitt zu Ernst Wolff, der von einem „finanzfaschistischen Coup“ sprach, „hinter dem“ die Weltgesundheitsorganisation (WHO) stecke: „Im Grunde ist das nichts anderes als ein finanzfaschistischer Coup und zwar international orchestriert – offensichtlich“.
Wolff ist der Auffassung, die WHO werde zu mehr als 85 Prozent von der Pharmaindustrie und privaten Stiftungen finanziert. Die größte dieser Stiftungen sei die Bill & Melinda Gates Foundation.
Über Wolffs Beiträge beim einschlägigen Internetportal KenFM und im Infosperber schrieb der Schweizer Wirtschaftsjournalist Philipp Löpfe im April 2020, dass er darin eine krude Mischung aus Antikapitalismus und Österreichischer Schule vertrete. Die Kreditschöpfung der Zentralbanken sei für Wolff lediglich ein Komplott zur Verarmung des redlichen Mittelstandes. Die Corona-Krise solle nur vertuschen, dass in Wahrheit das Finanzkapital gerade dabei wäre, das vor dem Ruin stehende Finanzsystem zu seinen Gunsten umzubiegen. Wolffs Thesen wären viel gefährlicher als die plumpen Verschwörungstheorien der Rechtsextremen, da er durch Versatzstücke aus seriösen Wirtschaftstheorien Glaubwürdigkeit vorspiegele und zugleich die echten Gefahren der COVID-19-Pandemie bagatellisiere.
Die Politikwissenschaftlerin Kira Ayyadi von Belltower.News (Amadeu Antonio Stiftung) kritisierte Ende März 2020, Wolff sei „selbst ernannte(r)“ Ökonom, er sei unseriös, da er auch bei „Rubikon“ publiziere und Videosendungen unter anderem mit „faktenfernen und Verschwörungen zugeneigten Kanälen“ wie KenFM, NuoViso sowie Kla.TV produziere. Endgültig habe Wolff seine Glaubwürdigkeit jedoch mit seinem Auftritt bei Ivo Saseks „Anti-Zensur-Koalition“ (AZK) 2019 verloren.
Wolff, der eine undefinierte „demokratische Geldordnung“ anstrebe, charakterisiere die derzeitige Situation als ein „bewusstes Herbeiführen eines Crashs“. Er äußere in einem Video: „Wir sind in der Endphase dieses Geldsystems und wir erleben die absolute Plünderungs-Orgie durch die Großinvestoren im Moment.“ Die ganze „Corona-Hysterie“ (Falschinformationen zur COVID-19-Pandemie) diene einer Enteignung vieler. Das Ziel sei eine Währungsreform.
Kira Ayyadi sieht hinter der Darstellung Wolffs in einem Video bei „Eingeschenkt.TV“ „antisemitische Codes“. Diese würden vom Publikum verstanden und decodiert, wie aus den Zuschauerkommentaren bei YouTube ersichtlich sei. Diese Begründung vertreten auch Morten Freidel in der FAZ und Armin Pfahl-Traughber in einem Artikel von HaGalil vom 23. Mai 2020 über die soziologischen Konstanten von Protestbewegungen. Pfahl-Traughber: „Die behaupteten Akteure dahinter nennt er nicht, werden darunter aber als „Juden“ in den Kommentaren identifiziert. Auch ohne genaue Benennung erkennt man die nahegelegten Schuldigen, da die Anspielungen von Gesinnungsgleichen wahrgenommen werden.“ Typisch sei für diese Protestform das Verschweigen des Bezugs auf Juden. Pfahl-Traughber ordnet die Äußerungen Wolffs den „antisemitische(n) Corona-Protestformen“ zu, die er als Renaissance mittelalterlicher Verschwörungsideologien interpretiert. Seiner Auffassung nach sind diese eine soziologische Konstante in Krisenzeiten.
Die taz titelte am 11. November 2015 zum „Wissenskongress“ von AfD-Funktionären am 28. Februar 2016 im Parktheater Iserlohn: „Für alle Verschwörungsfans was dabei.“ Ernst Wolff als vierter Referent nach Daniele Ganser, Michael Friedrich Vogt und Eva Herman passe gut in das Konzept der einfachen Wahrheiten des Wissenskongresses: Die Welt würde, so glaube Wolff, „komplett von der Finanzindustrie beherrscht“.
Ingrid Brodnig ordnete Wolff im März 2020 in den Kreis der Verbreiter von Falschnachrichten ein, insofern er Spekulationen über eine Umstellung des Wirtschaftssystems vertrete: Es ginge, so Wolffs Behauptung, Regierungen oder nebulösen Finanzakteuren darum, „das Wirtschaftssystem stillzulegen und Bürger womöglich sogar von einem Teil ihres Geldes zu enteignen.“ Bei Wolffs Videoproduktionen handele es sich vielfach um „unbelegte Meinungen und Spekulationen, die aber enorme Aufmerksamkeit auf sich ziehen.“

## Publikationen

### Bücher
- Weltmacht IWF – Chronik eines Raubzugs. Tectum Wissenschaftsverlag, Marburg 2014, ISBN 978-3-8288-3329-6.
- Pillaging the World – the history and politics of the IMF. Tectum Wissenschaftsverlag, Marburg 2014, ISBN 978-3-8288-3438-5.
- Finanz-Tsunami – Wie das globale Finanzsystem uns alle bedroht., Eigenverlag, Berlin 2017, ISBN 978-3-00-057533-4.
- Wolff of Wall Street : Ernst Wolff erklärt das globale Finanzsystem. Promedia Verlag, Wien 2020, ISBN 978-3-85371-474-4.
- Friedrichs Traum von der Freiheit: Ein illustriertes Lesebuch für Kinder ab 7 Jahren - und Erwachsene. Klarsicht Verlag, 2022, ISBN 978-3985842308.

### Beiträge
- Die internationale Finanzordnung als kriminelles Konstrukt des „Tiefen Staats“ In: Jens Wernicke, Ullrich Mies (Hrsg.): Fassadendemokratie und tiefer Staat. Auf dem Weg in ein autoritäres Zeitalter. Promedia Verlag, Wien 2017, ISBN 978-3-85371-425-6, S. 125–138
- US-Kriege und Stellvertreterkriege seit 1945: Jetzt rückt Iran ins Fadenkreuz In: Ullrich Mies (Hrsg.): Der Tiefe Staat schlägt zu: Wie die westliche Welt Krisen erzeugt und Kriege vorbereitet. Promedia Verlag, 2019, ISBN 978-3-85371-449-2, S. 263–276